# Saint Philip (parafia)
St. Philip – parafia na południowo-wschodnim krańcu wyspy Barbados. Największą atrakcją regionu jest Sam Lord's Castle – gregoriańska posiadłość zbudowana w 1820 roku.